# Opowieści z Narnii: Podróż Wędrowca do Świtu
Opowieści z Narnii: Podróż Wędrowca do Świtu (ang. The Chronicles of Narnia: The Voyage of the Dawn Treader, 2010) – amerykańsko-brytyjski film przygodowy w reżyserii Michaela Apteda z serii Opowieści z Narnii. Adaptacja książki Podróż „Wędrowca do Świtu” autorstwa C.S. Lewisa. Zdjęcia plenerowe do filmu powstawały w Australii i Nowej Zelandii.

## Fabuła
Jest rok 1943, trwa II wojna światowa. Łucja i Edmund Pevensie spędzają wakacje na wsi. Towarzyszy im nieznośny kuzyn, Eustachy Klarencjusz Scrubb. Pewnego dnia trójka dzieci odnajduje stary obraz przedstawiający statek na wzburzonym morzu. Malowidło nagle ożywa... po czym Łucja, Edmund i Eustachy w magiczny sposób przenoszą się do jego wnętrza. Po przymusowej i niezbyt przyjemnej kąpieli wśród fal zostają wyłowieni przez pasażerów statku. Na jego pokładzie znajduje się stary znajomy rodzeństwa Pevensie, Kaspian, niegdyś młody, niepewny swej pozycji książę, obecnie prawowity król Narnii. Żaglowiec o dumnej nazwie „Wędrowiec do Świtu” należy do niego. Kaspian wyruszył w długą podróż by odnaleźć siedmiu zaginionych lordów, których przed laty niesłusznie wygnano z królestwa. Tylko z ich pomocą uda się przywrócić pokój w magicznej krainie. Tajemnicza i niebezpieczna zielona mgła, która wydobywa się z Ciemnej Wyspy, zagraża mieszkańcom Narnii. Emanację zła można pokonać tylko w jeden sposób: znaleźć obdarzone nadzwyczajnymi właściwościami miecze siedmiu baronów i złożyć je w ofierze lwu Aslanowi. Łucja i Edmund postanawiają pomóc Kaspianowi w jego trudnej misji. Eustachy jednak sprawi im niemało kłopotów.

## Obsada
- Georgie Henley[2] – Łucja Pevensie
- Skandar Keynes[2] – Edmund Pevensie
- Ben Barnes[2] – Król Kaspian X
- Will Poulter[3][2] – Eustachy Klarencjusz Scrubb
- Liam Neeson[2] – Aslan (głos)
- Simon Pegg[4][2] – Ryczypisk (głos)
- Bille Brown – Koriakin
- Roy Billing(inne języki)[5] – Wódz Łachonogów
- Ryan Ettridge – Satyr Caprius
- Gary Sweet(inne języki) – Drinian
- Arthur Angel(inne języki) – Rhince
- Bruce Spence – Lord Rhoop
- Terry Norris(inne języki) – Lord Bern
- Tony Nixon(inne języki) – Rynelf
- Shane Rangi(inne języki) – Minotaur
- Anna Popplewell[2] – Zuzanna Pevensie
- William Moseley[2] – Piotr Pevensie

## Wersja polska
Opracowanie i udźwiękowienie wersji polskiej: Studio Sonica

Nagrania: Mafilm Audio Budapeszt

Tłumaczenie i dialogi polskie: Jakub Wecsile

Reżyseria: Jerzy Dominik

Dźwięk i montaż: Agnieszka Stankowska

Organizacja produkcji: Agnieszka Kudelska

W polskiej wersji językowej wystąpili:
- Marcin Hycnar – Kaspian
- Maciej Więckowski – Edmund Pevensie
- Paulina Kwiatkowska – Łucja Pevensie
- Waldemar Barwiński – Piotr Pevensie
- Agnieszka Fajlhauer –
  - Zuzanna Pevensie,
  - Mama Gael
- Adrian Żuchewicz – Eustachy
- Piotr Machalica – Aslan
- Danuta Stenka – Biała Czarownica
- Marcin Przybylski – Ryczypisk
- Tomasz Marzecki – Koriakin
- Dorota Furtak – Lilliandil
- Julia Chatys – Gael
- Zbigniew Konopka –
  - Gumpas,
  - Fotograf,
  - Jeden z Łachonogów
- Andrzej Gawroński –
  - Lord Bern,
  - Jeden z Łachonogów
- Andrzej Chudy – Drinian
- Anna Apostolakis – Mama Eustachego
- Leszek Zduń – Rhince
- Wojciech Machnicki –
  - Lord Rhoop,
  - Ojciec Kaspiana
- Wojciech Paszkowski –
  - Handlarz niewolnikami,
  - Mężczyzna przedstawiający Zuzannę w śnie Łucji
- Ryszard Olesiński – Minotaur Tavros
- Miłogost Reczek
- Jakub Szydłowski
- Agnieszka Kudelska

## Produkcja
W grudniu 2008 roku ogłoszono, że Disney wycofał się z dalszego finansowania projektów z serii Opowieści z Narnii między innymi ze względu na niskie w ich ocenie dochody drugiego filmu, stawiając powstanie filmu Opowieści z Narnii: Podróż Wędrowca do Świtu pod znakiem zapytania. Ostatecznie jednak finansowanie projektu zostało przejęte przez 20th Century Fox. Starając się naprawić błędy popełnione przy drugim filmie zastąpili także Andrew Adamsona Michaelem Aptedem na stanowisku reżysera trzeciego filmu serii.

### Zdjęcia
Zdjęcia do filmu rozpoczęły się 27 lipca 2009 roku w Queensland w Australii.
Sceny kręcone były także na wyspie White (Nowa Zelandia), oraz w Gold Coast w Australii.

## Premiera
Film miał swoją premierę 30 listopada 2010 roku w Londynie, natomiast do dystrybucji trafił 9 grudnia 2010 w Wielkiej Brytanii. W Polsce miał swoją premierę 25 grudnia 2010.

## Wydanie na Blu-ray i DVD
Film został wydany 8 kwietnia 2011 na Blu-ray i DVD. Wydanie DVD wydano w dwóch wersjach, standardowej (zawierającej sceny usunięte i komentarze reżysera) oraz rozszerzonej, zawierającą dodatkową płytę (zawierającą więcej dodatków, takich jak krótkometrażowy film animowany The Untold Adventures of The Dawn Treader czy kulisy produkcji). Wersja na Blu-ray składa się z trzech płyt.

## Przewidziane kontynuacje
22 marca 2011 roku pojawiła się informacja, że trwają negocjacje Walden Media ze studiem 20th Century Fox dotyczące kolejnej ekranizacji, która miałaby być na podstawie szóstego tomu, zatytułowanego Siostrzeniec czarodzieja. Jednakże w październiku 2011 roku Douglas Gresham oficjalnie oświadczył, że umowa z Walden Media wygasła, a zatem zapowiadany projekt nie zostanie zrealizowany.
1 października 2013 ogłoszono, że C.S. Lewis Company podpisało umowę z Mark Gordon Company na ekranizację Srebrnego krzesła. Do napisania scenariusza filmu został zatrudniony David Magee. 3 października 2018 roku ogłoszono, że Netflix podpisał kontrakt z C.S. Lewis Company na wyprodukowanie serii nowych adaptacji Opowieści z Narnii. Podpisanie tego kontraktu oznacza również przerwanie prac nad zapowiedzianym filmem na rzecz nowo-zapowiedzianego projektu.